# Cymbalophora gradei
Cymbalophora gradei är en fjärilsart som beskrevs av O. Schultz 1905. Cymbalophora gradei ingår i släktet Cymbalophora och familjen björnspinnare. Inga underarter finns listade i Catalogue of Life.